# Ian McKenzie
Ian McKenzie (Canadá, 30 de septiembre de 1953) es un nadador canadiense retirado especializado en pruebas de estilo espalda, donde consiguió ser medallista de bronce mundial en 1973 en los 4 x 100 metros estilos.

## Carrera deportiva
En el Campeonato Mundial de Natación de 1973 celebrado en Belgrado (Yugoslavia), ganó la medalla de bronce en los relevos de 4 x 100 metros estilos, nadando el largo de espalda, con un tiempo de 3:56.37 segundos, tras Estados Unidos (oro con 3:49.49 segundos) y Alemania del Este (plata con 3:53.24 segundos).